# 有明月子 (初代)
初代有明 月子（ありあけ つきこ、1905年〈明治38年〉12月18日 - 没年不明）は、元宝塚少女歌劇団月組主演娘役クラスの人物である。男役も経験した。大阪府大阪市北区中津出身。本名・横沢夏子、旧姓・福井。夫は元プロ野球監督、プロ野球選手の横沢三郎の兄。

この芸名は小倉百人一首の第21番：素性法師の
から命名された。

## 略歴
1918年（大正7年）、7期もしくは8期生として、宝塚少女歌劇団（現在の宝塚歌劇団）に入団。
1926年（大正15年）6月9日、宝塚歌劇団を20歳で退団。
1928年（昭和3年）、宝塚歌劇団に22歳で復帰。雪組に配属される。
1931年、宝塚歌劇団を退団。

## 宝塚歌劇団時代の主な舞台出演
- 『日の御子』（月組）（1922年1月1日 - 1月25日、宝塚新歌劇場(公会堂劇場)）
- 『春の流れ』『鼻の詩人』『酒茶問答』（月組）（1922年3月15日 - 4月30日、宝塚新歌劇場(公会堂劇場)）
- 『金の羽』『瓜盗人』（月組）（1922年7月15日 - 8月20日、宝塚新歌劇場(公会堂劇場)）
- 『ラッサの女王』（月組）（1922年9月20日 - 10月24日、宝塚新歌劇場(公会堂劇場)）
- 『吉例三番叟』『琵琶記』（月組）（1923年3月20日 - 4月10日、宝塚新歌劇場(中劇場)）
- 『死の勝利』（月組）（1923年5月11日 - 6月10日、宝塚新歌劇場(中劇場)）
- 『桶祝言』（月組）（1923年8月20日 - 9月20日、宝塚新歌劇場(中劇場)）
- 『天狗草紙』『角移し』（月組）（1923年10月25日 - 11月30日、宝塚新歌劇場(中劇場)）
- 『月下氷人』（月組）（1924年3月2日 - 3月31日、宝塚新歌劇場(中劇場)）
- 『山の悲劇』（月組）（1924年4月16日 - 4月30日、宝塚新歌劇場(中劇場)）
- 『女郎蜘蛛』（月・花組）（1924年7月19日 - 9月2日、宝塚大劇場）
- 『フルスピード』（月組）（1924年10月1日 - 10月31日、宝塚大劇場）
- 『巡禮唄』（月・花・雪組）（1925年1月1日 - 1月31日、宝塚大劇場）
- 『武藏野内裏』『幻』『神楽狐』（雪組）（1926年2月1日 - 2月28日、宝塚大劇場）
- 『お菊物語』（雪組）（1928年10月1日 - 10月31日、宝塚大劇場）
- 『草摺引』『吃又』『春のをどり』（雪組）（1929年5月1日 - 5月31日、宝塚大劇場）
- 『光源氏旅日記』（雪組）（1929年8月1日 - 8月31日、宝塚大劇場）
- 『千姫』（雪組）（1929年11月1日 - 11月30日、宝塚大劇場）
- 『浪速膝栗毛』（雪組）（1930年3月1日 - 3月31日、宝塚大劇場）
- 『新家庭風景』『五月雨双紙』『シャクンタラ姫』（雪組）（1930年6月1日 - 6月30日、宝塚大劇場）
- 『百萬圓』『じゃがたら文』（雪組）（1930年9月1日 - 9月30日、宝塚大劇場）
- 『羅久女』（雪組）（1930年12月1日 - 12月28日、中劇場）
- 『ミス・上海』（雪組）（1931年5月1日 - 5月31日、宝塚大劇場）
- 『明治から昭和』『壺の小町』『ローズ・パリ』（雪組）（1931年8月1日 - 8月31日、宝塚大劇場）